# Du plus loin de l'oubli
Du plus loin de l'oubli est un roman de Patrick Modiano paru en 1995 aux éditions Gallimard  (ISBN 2-07-074412-4).

## Résumé
Ce roman est le récit dépouillé d'une rencontre entre Jacqueline et le narrateur, qui s'est produite, trente ans plus tôt, dans les années 1960. Elle se résume à quelques noms et à quelques lieux. Tout d'abord l'épisode parisien, puis l'épisode de Londres... Cette relation n'a duré finalement qu'à peine trois ou quatre mois. "Un laps de temps très bref" mais suffisant pour que naisse une liaison amoureuse sur laquelle Modiano jette un regard pudique. Autrement dit, une histoire belle dans toute sa simplicité.

## Personnages
Le narrateur : un jeune homme, il vend des livres pour subsister.

Jacqueline : jeune femme "éthérée", au départ compagne de Gérard Van Bever.

Gérard Van Bever : joueur, adepte de la martingale autour du 5 neutre, fréquente les casinos de Dieppe, Forges-les-Eaux et Bagnoles-de-l'Orne.

Mc William Givern : écrivain américain vivant à Majorque, connaissance de Jacqueline.

Dr Robbes et Dr Cartaud : dentistes au 160 bd Haussmann.

Linda Jacobsen : jeune Londonienne qui présente Peter Rachman au narrateur et à Jacqueline. 
Peter Rachman : immigré polonais devenu riche grâce à la spéculation immobilière.

Michael Savoundra : jeune homme qui rêve de voir ses scénarios réalisés en films.

Darius :  donne une fête à laquelle s'invite le narrateur.

M. et Mme Caisley